# Marcello Macchia
Marcello Macchia, italijanski igralec in komik, * 2. avgust 1978, Vasto, Italija.
Bolj znan je kot Maccio Capatonda, njegov najbolj znan lik. Z njim je zaslovel po sodelovanju v televizijskih oddajah, kot je Mai dire... na Italia 1.